# Бабени-Олтецу (Валча)
Бабени-Олтецу (рум. Băbeni-Oltețu) насеље је у Румунији у округу Валча у општини Дикулешти. Oпштина се налази на надморској висини од 186 m.

## Становништво
Према подацима из 2002. године у насељу је живело 1015 становника, од којих су сви румунске националности.